# ناحیه العلمه
ناحیه العلمه (به عربی: دائرة العلمة) یک ناحیه در الجزایر است که در استان سطیف واقع شده‌است.